# Locomotiva FS D.461

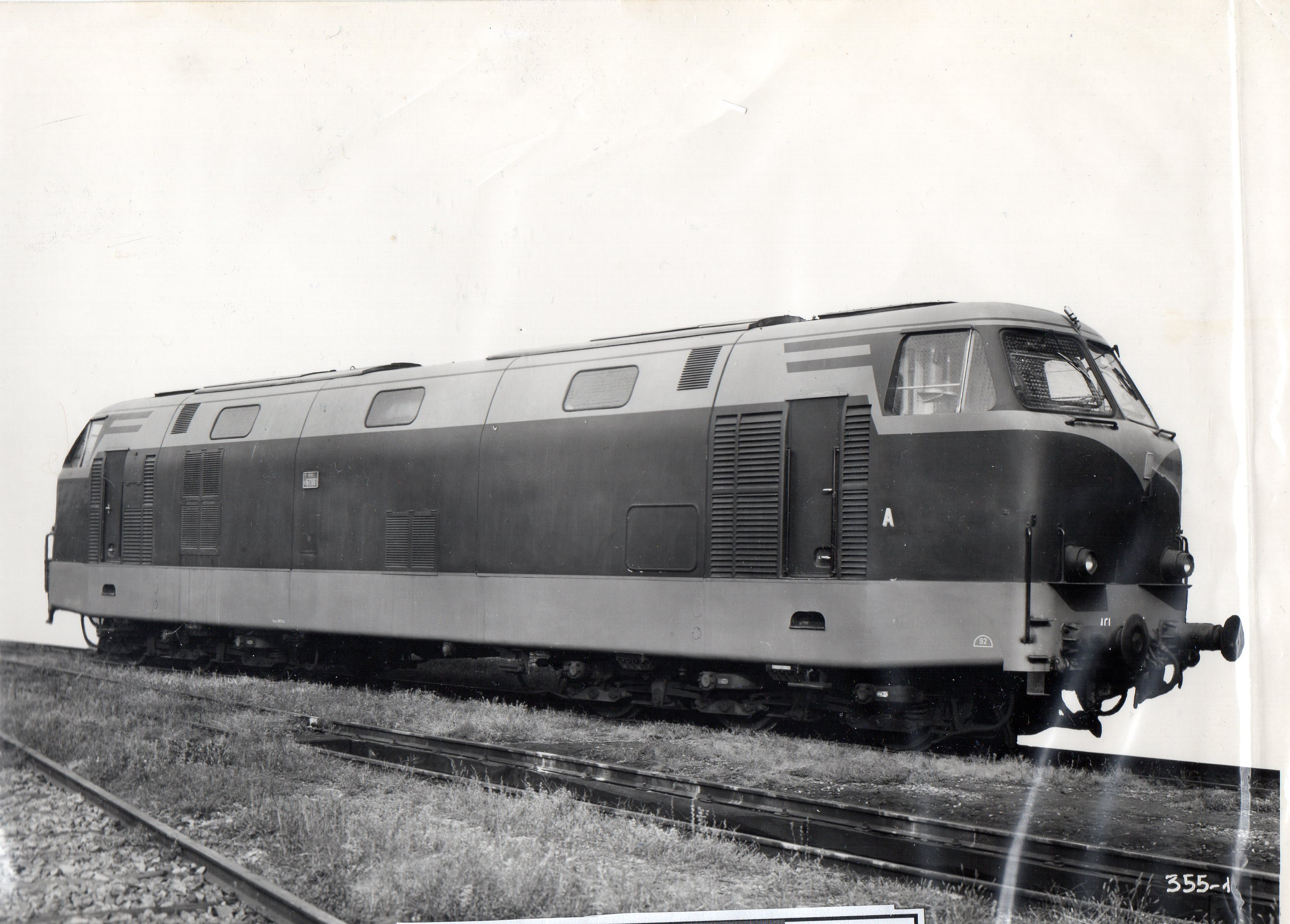
Foto di fabbrica per la D 461 1001, nella livrea d'origine.

La D.461 è una locomotiva Diesel elettrica prototipo di elevata potenza, costruita nel 1961 dalla FIAT Sezione Materiale Ferroviario per le Ferrovie dello Stato concepita per viaggiare in testa a pesanti treni merci e viaggiatori. Entrò in servizio nel febbraio 1961 con l'immatricolazione FIAT E10011 e venne acquistata dalle FS nell'aprile 1964 ricevendo contestualmente la classificazione D.461.1001. È stata l'unica locomotiva Diesel italiana con rodiggio Co'Co', da cui deriva il soprannome «Cocò» assegnatole dal personale di macchina del deposito di Torino Smistamento.

## Storia

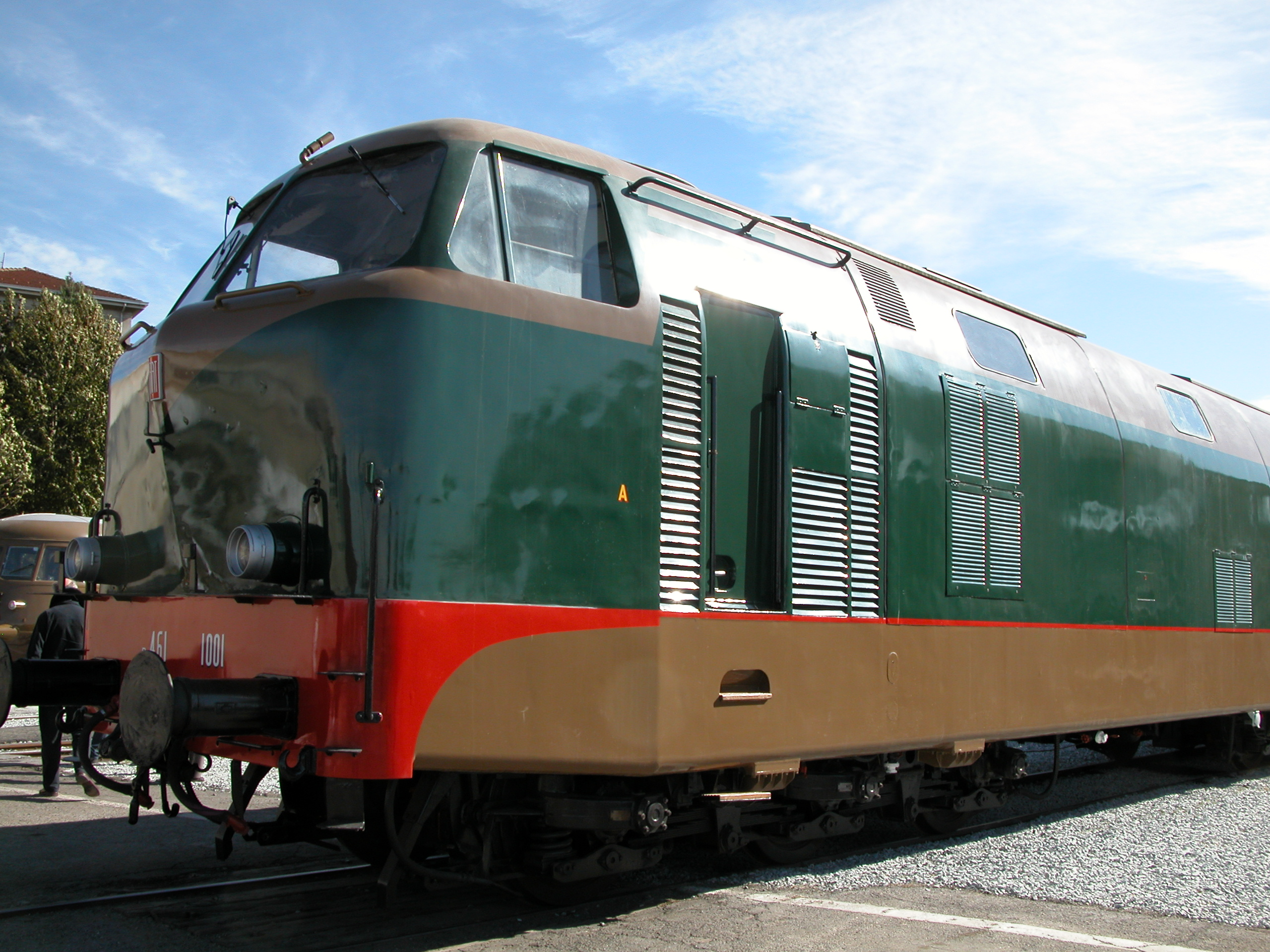
La locomotiva Diesel FS D.461.1001, restaurata per esposizione statica dal Museo Ferroviario Piemontese ed esposta presso il Deposito Locomotive di Torino Smistamento

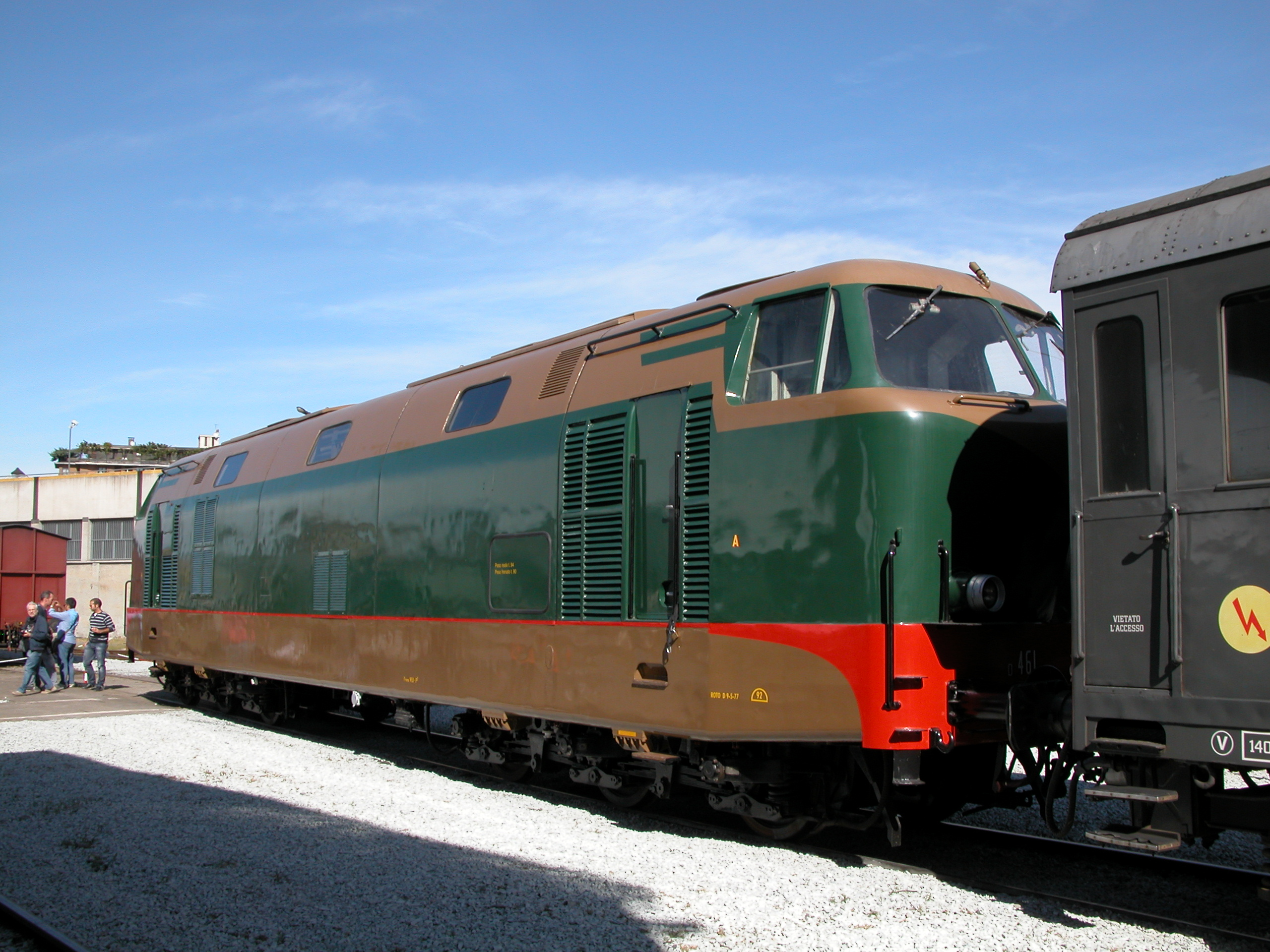
La stessa locomotiva ripresa di tre quarti laterale

Diversamente da quanto avvenne per le automotrici e gli autotreni destinati alle reti ferroviarie straniere, la FIAT dovette registrare un certo numero di insuccessi nella vendita all'estero delle proprie locomotive Diesel, motivati principalmente dal fatto che, trattandosi di reti molto diverse da quelle italiane, il materiale motore richiesto era sensibilmente differente dalla base di esperienza acquisita con le realizzazioni per le Ferrovie dello Stato, le cui referenze risultavano spesso insufficienti.
Per far fronte a questa situazione, verso la fine degli anni cinquanta il presidente della FIAT Vittorio Valletta mise a disposizione della Sezione Materiale Ferroviario alcune centinaia di milioni di lire per la progettazione e la realizzazione di una locomotiva Diesel-elettrica che potesse servire come referenza per questi casi, che avrebbe dovuto situarsi nel campo delle potenze allora definite elevate (oltre 2.000 CV – circa 1.470 kW) e avere la possibilità di circolare sulle reti ferroviarie ad armamento leggero, il che implicava il ritorno allo studio del carrello a tre assi ipotizzato per le D.341, con la possibilità di sperimentarlo finalmente in pratica.
Per ricavare il maggior numero di elementi in grado di rispondere alle più disparate richieste di offerta prevedibili, il progetto della locomotiva Diesel-elettrica FIAT E 10011 fu impostato con una potenza di 2.400 CV (circa 1.765 kW), una velocità massima di 150 km/h, una massa assiale non superiore a 15 t e la massima attenzione al miglioramento del comportamento dinamico del veicolo.
La locomotiva concepita con le suddette caratteristiche fu equipaggiata con una coppia di motori Diesel veloci (1.500 giri al minuto) Mercedes-Benz 820Db da 1.200 CV (circa 883 kW), costruiti su licenza dalla FIAT Grandi Motori, e un equipaggiamento elettrico Alstom, scelto per abbinare a FIAT un nome di prestigio e una diffusa esperienza commerciale nel campo della trazione ferroviaria.
La prima corsa di prova effettuata il 18 febbraio 1961, fu seguita da una serie di verifiche su linee dal profilo molto vario dove la locomotiva poté raggiungere le velocità ammesse per i mezzi leggeri.
La locomotiva mosse i primi passi nel febbraio 1961, verniciata con una sgargiante livrea "giallo canarino" con due baffi verdi sul frontale e contraddistinta dalla sigla FIAT E 10011. Dopo un breve periodo di prova venne accasata, pur rimanendo di proprietà FIAT, presso il deposito locomotive di Torino Smistamento e venne utilizzata sia per una serie di esperimenti che in servizio presso le FS. Il suo campo d'azione principale era la linea Torino–Milano, sulla quale veniva assegnata al traino di due coppie di direttissimi e per breve tempo fu utilizzata per treni straordinari per Bologna e per una coppia di diretti Torino–Limone Piemonte. In questo periodo la E 10011 raggiunse più volte la velocità di 160 km/h, record italiano per le locomotive Diesel. Nella primavera del 1961 ebbe anche un ruolo importante durante la conversione dalla trazione a corrente alternata trifase alla trazione a corrente continua sulla Torino-Modane, dove fu spesso in testa a pesanti treni su una linea poco adatta alle sue caratteristiche.
Pur rimasta un esemplare unico venne acquisita dalle FS il 21 aprile 1964 e assegnata ufficialmente al Deposito Locomotive di Torino Smistamento, svolgendo da allora servizi più modesti sulla Torino-Chivasso-Casale Monferrato e, successivamente, sulla Torino-Chivasso-Aosta, dove fu presa in consegna dal Genio Ferrovieri. Su queste linee, più adatte alle sue caratteristiche, fu spesso impiegata in doppia trazione con una D.343.
In questo periodo cominciarono a manifestarsi difetti che causarono grossi problemi al personale FIAT e FS, che si trovò di fronte a notevoli difficoltà durante le riparazioni per la mancanza di ricambi, essendo la macchina un esemplare unico e per di più equipaggiato con pezzi di provenienza straniera (parte elettrica Alsthom e motori Diesel costruiti su licenza Mercedes-Benz).

Nel marzo 1966 la D.461, dipinta da poco nei colori FS, venne inviata in sussidio sulla Bolzano–Brennero, recentemente convertita dalla trazione a corrente alternata trifase alla trazione a corrente continua. Durante questa trasferta si verificò la rottura di una biella di uno dei motori Diesel nella stazione di Fortezza, primo inconveniente grave che costrinse la macchina ad un lungo periodo di inattività, seguito il 24 aprile 1968 da un altrettanto grave guasto ad un motore che bloccò a Torino Porta Susa la locomotiva in testa ad un treno per Casale Monferrato.
Nel 1972 effettuò prove di trazione in testa al Rapido R 353/6 Torino-Ventimiglia, che per la presenza della trazione elettrica trifase su parte del percorso era in genere affidato ad una coppia di D.343 in doppia trazione, ma l'esperimento fallì perché il suo rapporto di trasmissione si dimostrò incompatibile con le elevate pendenze che caratterizzano la linea tra Ceva e Savona.
Nel 1974 la D.461 fu sottoposta alla prima grande riparazione ciclica, che comportò la revisione della cassa a Torino con l'aggiunta del faro centrale e della tromba, fino ad allora mancanti, e l'invio dei carrelli e dei motori Diesel alle Officine Grandi Riparazioni di Rimini, che li restituirono a partire dalla metà del 1976. Nel frattempo venne deciso di riaffidare la macchina al Genio Ferrovieri per l'esercizio sulla Torino–Aosta, in modo da limitare i costi per l'abilitazione alla guida del personale FS. La locomotiva venne riassemblata e riverniciata a Torino dove ricominciò a viaggiare autonomamente il 5 maggio 1977 sul piazzale TD (Trazione Diesel) del Deposito Locomotive di Torino Smistamento. 

La corsa di prova fu fissata per il 9 maggio successivo con la D.461.1001, in doppia trazione con la D.345.1048 che fungeva da riserva, in testa al diretto 2135 Torino–Chivasso–Aosta. Il treno partì da Torino Porta Nuova alle ore 10.05, ma dopo un percorso di soli due chilometri, in corrispondenza del Quadrivio Zappata, si ruppe una biella del motore numero 2, sfondando il monoblocco in due punti.

La D.461 fu scartata dalla testa del treno a Chivasso e poi ricondotta al deposito di Torino Smistamento dove fu accantonata in attesa di decisione da parte del Servizio Materiale e Trazione, che trasmise l'ordine di radiazione il 22 aprile 1978, dopo un anno di attesa e una ridda di voci contrastanti.
Questa macchina rispose solo in parte all'obiettivo dell'esportazione per cui era nata, ma fu ricca di ricadute su tutta la successiva produzione di locomotive e carrelli FIAT, divenendo la chiave dei successi ottenuti dal 1970 in avanti. L'esperienza acquisita con questa locomotiva fu subito utilizzata in collaborazione con Alstom per una lunga trattativa con l'industria e le ferrovie polacche, non riuscendo a esportare locomotive complete, ma trasferendo sul prototipo di locomotiva a rodiggio Co'Co' costruito in Polonia, e sulla numerosa serie che ne derivò, parecchie ispirazioni a particolari della E 10011, nonché la generatrice principale Alsthom e il motore Diesel FIAT Grandi Motori del nuovissimo tipo 210, già previsto per le locomotive Diesel-elettriche in corso di studio per le Ferrovie dello Stato.
Dal lavoro svolto sulla E 10011 derivò una notevole apertura di idee che consentì, tra il 1961 e il 1967, un'intensa attività di progettazione di locomotive rivolte a soddisfare particolari necessità, di fornire alla consociata argentina FIAT Concord un complesso di progetti fortemente unificati tra loro e di collaborare con le Ferrovie dello Stato e le altre industrie italiane alla realizzazione di altre locomotive Diesel-elettriche per completare il programma di sostituzione della trazione a vapore.
La locomotiva, destinata alla demolizione, fu successivamente acquisita dal Museo Ferroviario Piemontese che la ricoverò inizialmente sul piazzale della stazione dismessa di Torino Porta Milano. Nel 2009, su commissione dello stesso museo, fu restaurata esteticamente dalle officine Magliola di Santhià e trasferita presso la sede espositiva di Savigliano.

## Caratteristiche
Le principali caratteristiche della locomotiva diesel a trasmissione elettrica D.461.1001 erano le seguenti:
- Cassa costituita da cinque blocchi, di cui i tre centrali rimovibili per l'accesso alle apparecchiature interne. I due blocchi estremi sono le cabine di guida, caratterizzate da ampie finestrature e dalla posizione elevata rispetto alla sala macchine. Il tetto è inoltre dotato di portelloni per la rimozione dall'alto dei gruppi elettrogeni.
- Due motori Diesel FIAT (su licenza Daimler Benz) tipo MB 820 Db a 12 Cilindri a V 60°, ciascuno con potenza di 885 kW (1 200 CV) a 1 500 giri al minuto.
- Serbatoio di gasolio con capacità di 4000 l.
- Due generatrici principali a corrente continua Alsthom tipo GP 838 C1, ciascuna con corrente in regime continuativo di 1250 A alla tensione di 1050 V.
- Sei motori elettrici di trazione Alsthom tipo T 653 A1.
- Due carrelli a tre assi a completa aderenza con passo rigido di 3800 mm e sale con ruote di 1 040 mm di diametro.

Nel 1966 la potenza di taratura fu ridotta a 736 kW (1 000 CV) e la velocità massima limitata a 130 km/h per evitare sollecitazioni eccessive all'armamento a causa dell'elevato passo rigido del carrello.